# Тиршолц (комуна)
Тиршолц (рум. Târșolț) — комуна у повіті Сату-Маре в Румунії. До складу комуни входять такі села (дані про населення за 2002 рік):
- Алічень (416 осіб)
- Тиршолц (2618 осіб) — адміністративний центр комуни

Комуна розташована на відстані 444 км на північний захід від Бухареста, 39 км на північний схід від Сату-Маре, 132 км на північ від Клуж-Напоки.

## Населення
За даними перепису населення 2002 року у комуні проживали 3034 особи, усі — румуни. Усі жителі комуни рідною мовою назвали румунську.
Склад населення комуни за віросповіданням:
| Релігія            | Кількість осіб | Відсоток |
| ------------------ | -------------- | -------- |
| греко-католики     | 1888           | 62,2%    |
| православні        | 1092           | 36,0%    |
| п'ятдесятники      | 18             | 0,6%     |
| римо-католики      | 3              | 0,1%     |
| реформати          | 1              | < 0,1%   |
| бретрени           | 1              | < 0,1%   |
| не релігійні       | 1              | < 0,1%   |
| не вказали релігію | 3              | 0,1%     |